# Yorktown (Virginia)
Yorktown es un lugar designado por el censo situado en el condado de York, Virginia  (Estados Unidos). Según el censo de 2010 tenía una población de 195 habitantes.

## Demografía
Según el censo del 2000, Yorktown tenía 203 habitantes, 117 viviendas, y 45 familias. La densidad de población era de 122,5 habitantes por km².
De las 117 viviendas en un 8,5%  vivían niños de menos de 18 años, en un 32,5%  vivían parejas casadas, en un 6,8% mujeres solteras, y en un 60,7% no eran unidades familiares. En el 53,8% de las viviendas  vivían personas solas el 16,2% de las cuales correspondía a personas de 65 años o más que vivían solas. El número medio de personas viviendo en cada vivienda era de 1,74 y el número medio de personas que vivían en cada familia era de 2,63.
Por edades la población se repartía de la siguiente manera: un 9,4% tenía menos de 18 años, un 6,4% entre 18 y 24, un 28,6% entre 25 y 44, un 32,5% de 45 a 60 y un 23,2% 65 años o más.
La edad media era de 48 años.  Por cada 100 mujeres de 18 o más años  había 85,9 hombres.
La renta media por vivienda era de 30.804$ y la renta media por familia de 74.000$. Los hombres tenían una renta media de 26.964$ mientras que las mujeres 16.923$. La renta per cápita de la población era de 24.748$. Ninguno de las familias estaban por debajo del umbral de pobreza.

## Localidades adyacentes
El siguiente diagrama muestra a las localidades más próximas a Yorktown.